# Ray Jackendoff
Ray Jackendoff (né le 23 janvier 1945) est un linguiste américain. Il est professeur de philosophie, titulaire de la chaire de Seth Merrin en lettres, et codirecteur, avec Daniel Dennett, du Centre d’études cognitives à l’université Tufts.
Jackendoff a étudié sous l’autorité de linguistes renommés comme Noam Chomsky et Morris Halle au Massachusetts Institute of Technology, où il a obtenu son doctorat en linguistique en 1969. Avant de choisir l’université de Tufts en 2005, Jackendoff était professeur de linguistique et titulaire de la chaire du programme de linguistique de l’université Brandeis de 1971 à 2005.
Il a reçu le prix Jean-Nicod à Paris en 2003.

## Centres d'intérêt et positions
Le champ de recherche de Jackendoff  est lié à la sémantique du langage naturel, son rapport à la structure formelle de la cognition, et son expression lexicale et syntaxique. Il a aussi effectué des recherches extensives sur la relation entre la conscience active et la théorie « computationnelle » de l’esprit, sur la théorie syntaxique. Avec le théoricien de la musique Fred Lerdahl (en), il publie des travaux sur la cognition musicale, notamment dans l'ouvrage A Generative Theory of Tonal Music en 1983, dans lesquels ils proposent un système d'analyse musicale. Sa théorie de la sémantique conceptuelle (en) a évolué vers une théorie d’ensemble des bases du langage, ce qui constitue d’ailleurs le titre de sa récente monographie (2002) : Foundations of Language. Brain, Meaning, Grammar, Evolution (« Les bases du langage. Cerveau, Sens, Grammaire, Évolution »). Bien plus tôt, dans son ouvrage de 1983 intitulé Semantics and Cognition, il avait été l’un des premiers linguistes à intégrer la faculté de la vision dans sa conception du sens et du langage humain.
Jackendoff a toujours refusé la séparation entre linguistique générative et linguistique cognitive, étant partisan à la fois de l’existence d’une grammaire universelle innée (une thèse importante de la linguistique générative) et d’une explication du langage qui soit compatible avec la compréhension actuelle de l’esprit humain et de la cognition (le but essentiel de la linguistique cognitive).

## Interfaces et grammaire générative
Jackendoff s’oppose à la conception de la grammaire générative centrée sur la syntaxe (ce qu’il appelle le « syntaxo-centrisme », en désaccord avec des modèles plus anciens tels que la Théorie standard (1968), la Théorie standard étendue (1972), la Théorie standard étendue révisée (1975), la Théorie du Gouvernement et du Liage (en) (1981), le Programme minimaliste (1993), dans lesquels la syntaxe représente l’unique composant génératif dans le langage. Jackendoff considère la syntaxe, la sémantique et la phonologie comme étant tous génératifs et connectés entre eux par des composants de type interface. L’objectif de cette théorie est donc de formaliser les règles correctes d’interfaçage.
Tout en rejetant le courant principal de la grammaire générative en raison de son syntaxo-centrisme, l’école de la Sémantique Cognitive a proposé un point de vue dans lequel Jackendoff a pu se retrouver, à savoir que le sens serait un système combinatoire séparé, en partie indépendant de la syntaxe. Contrairement à beaucoup d’approches de la sémantique cognitive, il soutient que la syntaxe seule ne peut pas davantage déterminer la sémantique que l’inverse. La syntaxe ne nécessiterait une interface avec la sémantique que dans la mesure nécessaire à produire un résultat phonologique correctement ordonné (cf Jackendoff 1996, 2002, 2005).

## Contribution à la cognition musicale
Jackendoff, en collaboration avec Fred Lerdahl (en), s’est intéressé à la capacité humaine pour la musique et aux parallèles possibles avec la capacité humaine du langage. En particulier, la musique possède une structure tout comme une grammaire (une manière de structurer les sons). Lorsqu’on écoute une musique appartenant à un genre qui nous est familier, la musique n’est pas perçue comme un simple flot de sons ; l’auditeur élabore plutôt une compréhension inconsciente de la musique et se révèle capable de comprendre des morceaux qu’il n’a jamais entendus auparavant. Jackendoff se demande quelles structures cognitives ou représentations mentales sont mobilisées par cette compréhension dans l’esprit de l’auditeur : comment un auditeur en vient-il à acquérir la grammaire musicale nécessaire à la compréhension d’un genre ou style particulier, quelles ressources innées de l’esprit humain rendent cette acquisition possible, et finalement, quelles sont les composantes de la capacité musicale humaine qui sont gouvernées par des fonctions cognitives générales et lesquelles résultent de fonctions spécialisées dédiées spécialement à la musique (Jackendoff & Lerdahl, 1983; Lerdahl, 2001). Des questions similaires ont été soulevées à propos du langage humain, bien qu’il existe des différences. Par exemple, il est plus vraisemblable que les êtres humains aient développé un module spécialisé dans le langage qu’un module musical, puisque même les aspects spécialisés de la capacité musicale sont liés à d’autres fonctions cognitives plus générales.

### Sources
- (en) Cet article est partiellement ou en totalité issu de l’article de Wikipédia en anglais intitulé « Ray Jackendoff » (voir la liste des auteurs).